# Войтенко Ольга Михайлівна
Ольга Михайлівна Войте́нко (нар. 9 листопада 1987) — українська письменниця та сценаристка, скрипт-докторка, кіномонтажерка.
Дитинство і шкільні роки пройшли у м. Сміла Черкаської області. 
Потім жила в Миколаєві, під час навчання в училищі культури, пізніше в Києві.

## Життєпис
Закінчила Миколаївське державне вище училище культури за двома спеціальностями — хормейстер та організатор дозвілля.
Навчалася у Київському Національному Університеті театру кіно і телебачення ім. І. К. Карпенка-Карого на кафедрі режисури.
Учасниця Революції Гідності, волонтерка.

### Кіно і телебачення
Дипломантка "Коронації слова-2011" за сценарій для дітей "Тимош. Хлопчик, який ніколи не зачісувався".
Співавторка сценарію для фільму «Уроки української» (реж. Руслан Батицький 2012р).
Кілька років була авторкою ранкової телепередачі для дітей «Світанок», що виходила на ICTV. Передача отримала Телетріумф у 2013 році.
Скрипт-супервайзорка та редакторка фільму "Віддана" (2019 рік Film. UA
Друга режисерка фільму "Собаки хороших людей не кусають"
Асистентка з монтажу повнометражного фільму "Гартовані Гнівом"